# Natassia Dreams
Natassia Dreams (San Diego, California; 31 de agosto de 1978) es una actriz pornográfica transexual estadounidense.

## Biografía
Nacida y criada en San Diego, California, se mudó a Nueva York en la adolescencia y comenzó su transición cuando tenía 19 años, y finalmente se mudó a Miami. Fue en Miami donde se inició en la industria cine para adultos en 2004.

## Carrera
Desde su debut en el porno, Dreams ha actuado en más de 100 películas, trabajando de manera constante hasta ahora (2019). A lo largo de su carrera, Dreams ha trabajado con muchas de las mejores compañías de producción de la industria, incluidas Devil's Film, Rodnievision, Pure Play Media, Grooby Productions, Trans Angels, Shemale Club y muchas más. Además de su carrera cinematográfica, Dreams ha continuado con su carrera de modelaje.
Aunque Dreams se enorgullece de su miembro de 9", rara vez lo usa en sus escenas, prefiriendo ser pasiva. Ha actuado en numerosas escenas de masturbación en solitario, incluyendo Black Tranny Whackers 1 y Black Tranny Whackers 21. Otras películas notables incluyen The Baby Sitter's A Tranny, TS Girlfriend Experience 3, Tooled-Up She-Males 2 y Interracial Shemale Domination.

## Premios y nominaciones
| Año  | Ceremonia                 | Resultado | Categoría                              |
| ---- | ------------------------- | --------- | -------------------------------------- |
| 2008 | Tranny Awards             | Nominado  | Best N.American/European Website Model |
| 2009 | Tranny Awards             | Nominado  | Best Performer                         |
| 2014 | Premios AVN               | Nominado  | Best Safe Sex Scene                    |
| 2014 | Premios AVN               | Nominado  | Best Transsexual Sex Scene             |
| 2014 | Premios AVN               | Nominado  | Transsexual Performer of the Year      |
| 2014 | Premios XBIZ              | Nominado  | Transsexual Performer of the Year      |
| 2019 | Premios AVN               | Nominado  | Best Transsexual Sex Scene             |
| 2019 | Transgender Erotic Awards | Nominado  | Best Girl-Girl Scene                   |
| 2019 | Transgender Erotic Awards | Nominado  | Best Solo Model                        |
| 2019 | Transgender Erotic Awards | Ganador   | Bob’s Tgirls Model of the Year         |
| 2019 | Premios XBIZ              | Nominado  | Best Sex Scene – All-Sex Release       |
| 2019 | Urban X Award             | Ganador   | Transgender Performer of the Year      |
| 2023 | Premios AVN               | Nominada  | Aparición mainstream del año           |